# Maus
Vous lisez un « bon article » labellisé en 2018.
Pour les articles homonymes, voir Maus (homonymie).
Maus est un roman graphique de l'Américain Art Spiegelman publié de 1980 à 1991 aux États-Unis. L'œuvre se fonde sur les entretiens entre l'auteur et son père, rescapé des camps de la mort : c'est le récit de la transmission de la Shoah, en particulier les persécutions et l'extermination des Juifs en Pologne dans les années 1930 et 1940.
La trame narrative se développe à deux époques : d'une part le présent d'Art Spiegelman quand débute le reportage, en 1978 à New York et d'autre part le récit de son père, Vladek, qui commence à Częstochowa dans le milieu des années 1930 et se termine à la Libération par les Américains en 1945. Le livre présente donc deux narrations entremêlées : Vladek racontant sa déportation et Art Spiegelman racontant ses relations difficiles avec son père.
L'œuvre comporte 292 planches et quelque 1 500 cases en noir et blanc. Art Spiegelman recourt aux techniques post-modernes et transpose les deux récits dans un univers animalier, où les Polonais prennent l'apparence de cochons, les nazis sont représentés en chats et les Juifs en souris (Maus en allemand). Pour les critiques, Maus correspond à plusieurs catégories : biographie, autobiographie, mémoires, témoignage historique, récit de fiction, ou une association de plusieurs genres.
Après une première esquisse de trois planches dans Funny Aminals (sic) en 1972, la version développée de Maus paraît sous forme de série entre 1980 et 1991 dans RAW, revue avant-gardiste de comics et d'illustration dirigée par Art Spiegelman et sa femme Françoise Mouly. Par la suite, les chapitres rassemblés ont été publiés en deux tomes en 1986 et 1991 ; en anglais chez l'éditeur Pantheon Books puis en français par Flammarion.
L'œuvre a été saluée par la critique aux États-Unis et à l'étranger. Elle a reçu plusieurs récompenses culturelles, dont un prix Pulitzer spécial en 1992, évènement sans précédent pour une bande dessinée. Des dessins originaux sont exposés dans divers musées du monde et le livre a été traduit en trente langues. L'édition en français est préfacée par Marek Halter. Maus est aussi l'un des premiers romans graphiques qui retiennent l'attention des universitaires anglophones.

## Synopsis

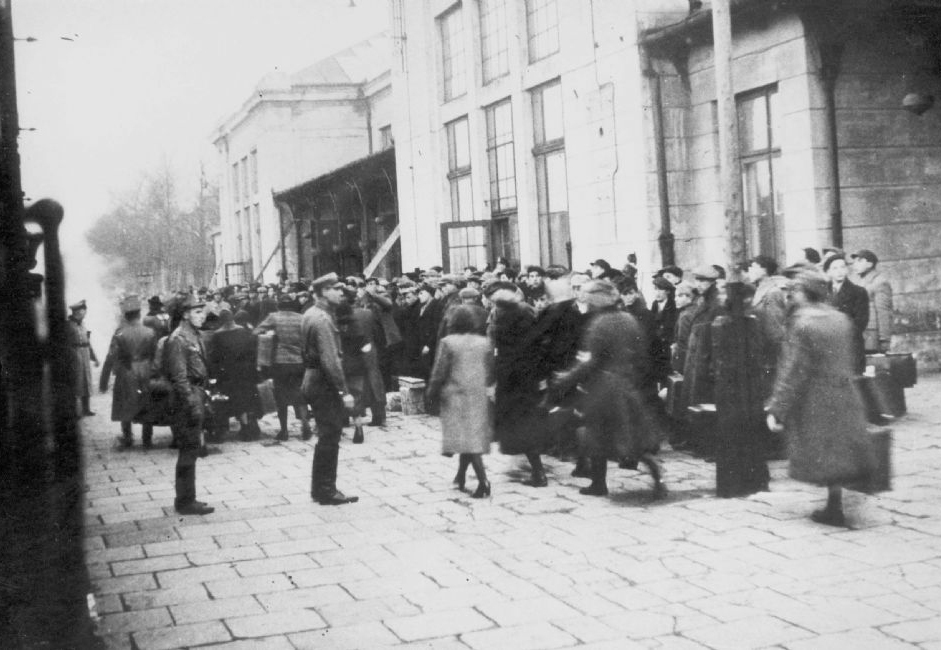
Été 1943 : liquidation du ghetto de Sosnowiec en Pologne occupée, pendant la Seconde Guerre mondiale. Dans Maus, Art Spiegelman raconte la survie de ses parents.

Maus croise deux narrations à deux époques différentes. Dans le présent,, en 1978-1979, Art Spiegelman interviewe son père, Vladek, qui vit dans les environs de Rego Park (Queens) à New York. Vladek raconte son histoire en Pologne depuis le milieu des années 1930 jusqu'à la fin de la Seconde Guerre mondiale en 1945.
À titre de prologue, l'auteur décrit un souvenir d'enfance : un jour de 1958 à Rego Park, il tombe en faisant du patin à roulettes avec ses amis, qui l'abandonnent. Il retourne chez lui, en larmes. Quand son père l'interroge sur la raison de ces pleurs, Art lui raconte l'évènement. Son père commente : « Des amis ? Tes amis ? Enfermez-vous tous une semaine dans une pièce, sans rien à manger… Alors tu verras ce que c'est les amis!… »

### Première partie (Mon père saigne l'histoire)
Adulte, Art Spiegelman rend visite à son père, avec qui sa relation est distante. La première épouse de Vladek, Anja, qui était aussi la mère d'Art, s'est suicidée en 1968. Depuis, Vladek s'est remarié avec une femme du nom de Mala,. Art demande à son père de lui relater son expérience des camps de la mort. Dans un style d'expression maladroit, Vladek évoque sa jeunesse : en 1937, il vit à Częstochowa ; il épouse Anja, jeune fille issue d'une famille aisée, puis il s'installe à Sosnowiec pour diriger une fabrique. Vladek demande à son fils de taire cette période dans son livre, ce qu'Art accepte avec réticence. À la naissance de Richieu, son premier enfant, Anja est victime d'une dépression périnatale. Pour y remédier, le couple se rend dans un sanatorium en Tchécoslovaquie, dans une zone contrôlée par les nazis. À son retour, il assiste aux tensions politiques et antisémites. Vladek est mobilisé juste avant l'invasion nazie et envoyé au front. Il est capturé puis, en tant que prisonnier de guerre, forcé de travailler. Lorsqu'il est relâché, il découvre que l'Allemagne a annexé Sosnowiec. Déposé en zone occupée, il traverse clandestinement la frontière pour retrouver sa famille.
Lors d'une visite à Vladek et Mala, Art découvre qu'elle a reçu un exemplaire d'un comics underground où figure une bande dessinée élaborée des années plus tôt. Malgré les tentatives de Mala pour dissimuler le magazine, Vladek le trouve et lit le récit de son fils. Il s'agit de Prisonnier sur la Planète Enfer (1973), qui met en scène le traumatisme d'Art lorsque sa mère s'est suicidée en 1968, alors qu'il se trouvait trois mois auparavant en hôpital psychiatrique. Dans la dernière case, il se dépeint dans une prison, déclarant : « Tu m'as assassiné, Maman, et tu m'as laissé ici payer les pots cassés »,. Bien que ce récit évoque des souvenirs douloureux, Vladek estime que son fils a choisi le meilleur procédé pour traiter le sujet.
En 1943, les nazis déplacent les Juifs du ghetto de Sosnowiec vers le village de Środula, emmenant chaque jour les travailleurs à marche forcée jusqu'à Sosnowiec. La famille se sépare : Vladek et Anja envoient Richieu chez une tante à Zawiercie, pour sa sécurité. Or, résolue à échapper à la Gestapo lors de la liquidation du ghetto, cette tante empoisonne les enfants sous sa garde puis elle se suicide. À Środula, nombre de Juifs construisent des cachettes pour échapper aux rafles. Vladek, découvert, est envoyé vers un secteur ceinturé de barbelés, un « ghetto dans le ghetto ». Les derniers membres de la famille d'Anja et Vladek sont emmenés. Środula ne compte plus aucun Juif, à l'exception d'un petit groupe caché, dont le couple Spiegelman. Lorsque les nazis vident les lieux, le groupe se scinde pour quitter le ghetto.
À Sosnowiec, Vladek et Anja se déplacent d'une cachette à une autre, rencontrant à l'occasion d'autres Juifs dissimulés. Quand il part en quête de nourriture, Vladek se fait passer pour Polonais. Le couple conclut un marché avec des passeurs pour s'enfuir en Hongrie, mais tombe en fait dans un piège : la Gestapo arrête les Spiegelman à bord du train (la Hongrie aussi est sous domination nazie) et les emmène à Auschwitz, où les deux conjoints restent séparés jusqu'à la capitulation du Troisième Reich.
Art réclame à son père le journal personnel d'Anja ; aux dires de Vladek, elle y a consigné son expérience de la Shoah et ce récit représente le seul souvenir matériel de son histoire à Auschwitz. Vladek finit par admettre qu'il a détruit les cahiers après le suicide d'Anja. Art, fou de rage, traite son père d'« assassin »,.

### Seconde partie (Et c'est là que mes ennuis ont commencé)

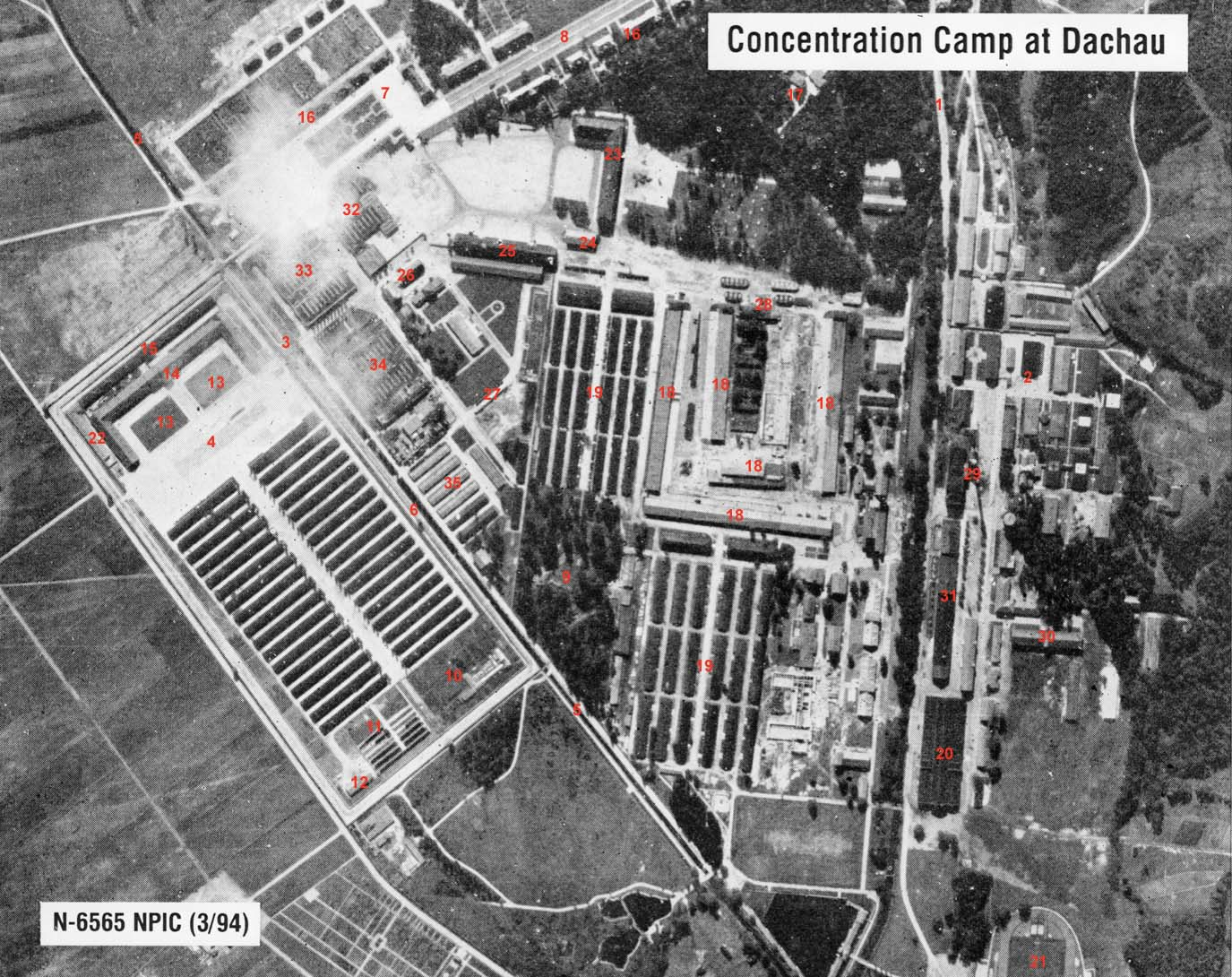
Vue aérienne du camp de concentration de Dachau, où le père d'Art Spiegelman était détenu. Cliquer sur l'image pour lire les légendes.

Le récit reprend en 1986, après la publication du livre rassemblant les six premiers chapitres de Maus. Devant le succès inattendu de son œuvre, Art se sent écrasé et se trouve « totalement bloqué ». Il s'en entretient avec son psychiatre, Paul Pavel, d'origine tchèque et lui aussi rescapé des camps d'extermination. D'après Pavel, puisque les morts des camps ne pourront jamais raconter leur histoire, « peut-être vaut-il mieux s'abstenir » de le faire. Ce à quoi Art répond par une citation de Samuel Beckett : « Chaque mot est comme une tache inutile sur le silence et le néant », puis, après réflexion, il ajoute : « D'un autre côté, il l'a dit ».
Vladek narre à son fils ses tourments dans les camps, la faim et les coups ; il évoque aussi ses manœuvres pour échapper aux sélections (processus de tri des détenus, les conduisant soit vers le travail, soit vers l'extermination en chambre à gaz). Anja et Vladek parviennent à communiquer malgré les dangers. Tandis que les Alliés progressent contre l'Axe en Allemagne, les prisonniers subissent les marches de la mort, depuis Auschwitz en Pologne occupée, en passant par Gross-Rosen en territoire du Reich, jusqu'à Dachau, où les conditions de détention empirent davantage ; Vladek y contracte le typhus,.
À la fin de la guerre, les survivants sont libérés ; Anja et Vladek se réunissent. Dans la dernière page du livre, Vladek termine son récit. Étendu dans son lit, il dit à Art : « Je suis fatigué de parler, Richieu, et c'est assez d'histoires pour maintenant »,. La dernière case représente les tombes de Vladek et Anja ; Vladek décède en 1982 avant l'achèvement du livre.

## Les personnages

### Personnages principaux
Art Spiegelman (né en 1948) est un auteur de bande dessinée et intellectuel américain. Il est lui-même un des personnages de son œuvre, dans laquelle il se montre plein de colère et d'auto-apitoiement. Pour affronter ses propres traumatismes et ceux qu'il a hérités de ses parents, il consulte un psychologue, y compris après la publication du livre. Comme il se sent dominé par son père Vladek, Art conserve envers lui une attitude distante,,. De prime abord, il manifeste une compassion faible quant aux tourments de Vladek ; cependant, à mesure que progresse la narration, son empathie envers lui se développe.

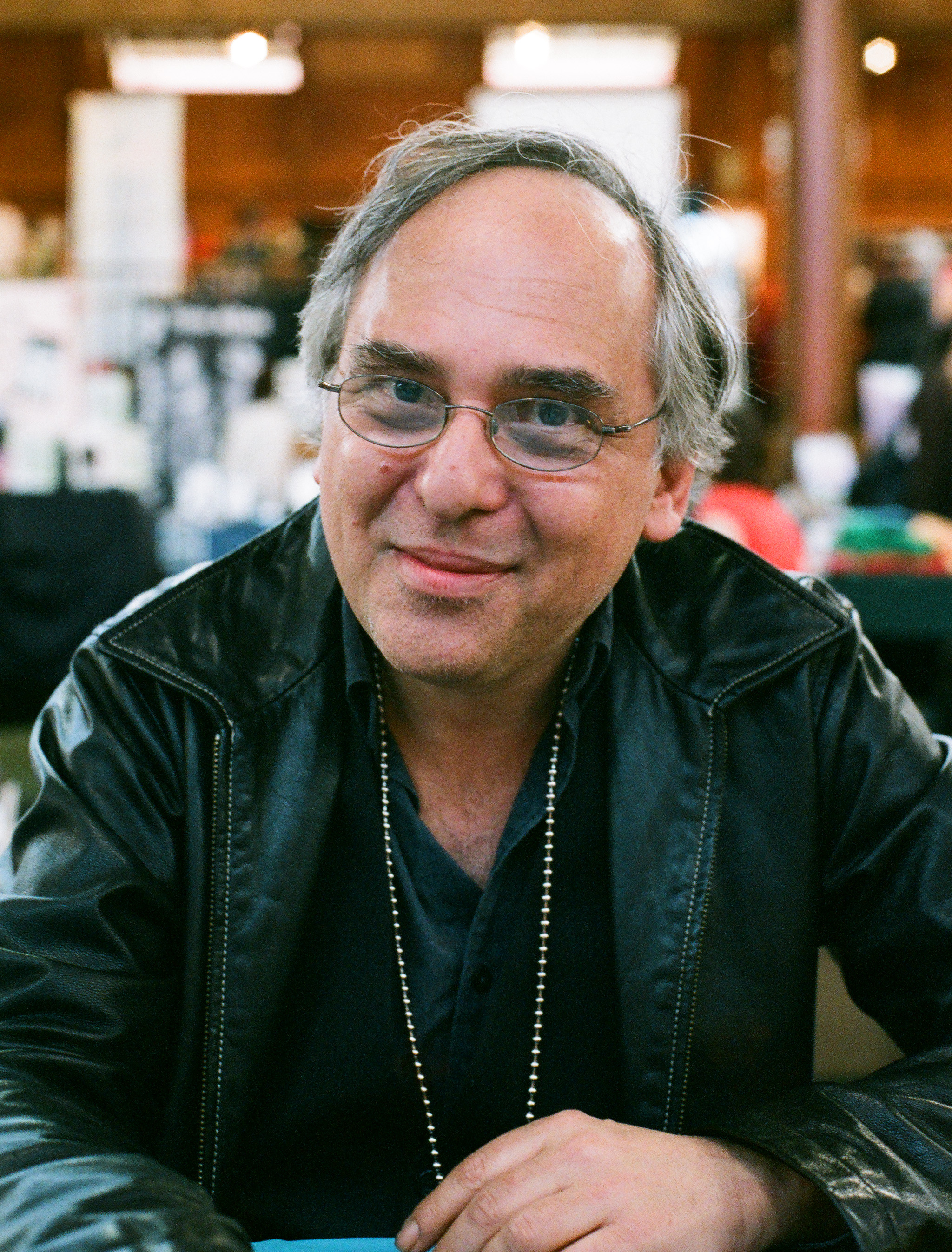
Art Spiegelman à l'Alternative Press Expo en avril 2007.

Vladek Spiegelman (1906-1982) est le père d'Art. Juif né en Pologne, il est déporté à Auschwitz I mais il survit à la Shoah. Au début des années 1950, il s'installe aux États-Unis. C'est lui qui témoigne de son histoire. Il s'exprime dans un style maladroit (« broken English », voir la partie sur le style d'expression). Il a exercé plusieurs métiers (négociant en textile à Częstochowa, puis menuisier, couvreur-zingueur, cordonnier…) et son habileté lui vaut des avantages relatifs au ghetto et à Auschwitz. Il est présenté comme pingre, obsessionnel et égocentrique. Il fait preuve d'intolérance quand sa belle-fille Françoise prend en charge un auto-stoppeur Afro-Américain, à qui il prête l'intention de voler,. Il ne semble pas réfléchir au rapport entre son attitude raciste et son expérience de la Shoah.
Anja Spiegelman (1912-1968) est la première femme de Vladek, mère de Richieu et Art. Déportée à Birkenau, elle aussi a survécu aux camps de la mort. Elle est issue d'une famille aisée. Présentée comme nerveuse, docile et affectivement dépendante, elle manifeste une santé fragile ; par exemple, elle subit une dépression périnatale après la naissance prématurée de Richieu. Quand Art était enfant, elle lui a parfois raconté son expérience de la Shoah. En mai 1968, elle se suicide en se tailladant les veines et ne laisse aucun message.
Richieu (1937-1943) est le premier enfant du couple Spiegelman. Pour sa sécurité, ses parents le confient à Tosha, une tante qui vit dans le ghetto de Zawiercie avec d'autres enfants. Lorsque les nazis décident de liquider le ghetto, Tosha distribue du poison aux enfants et se suicide. Maus est dédié à sa mémoire,.
Mala (1917-2007) a épousé Vladek après le décès d'Anja. Son conjoint lui donne l'impression qu'elle n'arrivera jamais à la cheville de la défunte. Elle le trouve égoïste, radin et têtu. Bien qu'elle évoque son expérience des camps d'extermination, Art Spiegelman ne cherche pas à recueillir son témoignage.
Françoise Mouly (née en 1955) est mariée avec Art Spiegelman. Française d'origine, elle a embrassé le judaïsme pour faciliter les relations avec Vladek. Après avoir hésité à la représenter sous les traits d'une souris, d'une grenouille ou d'un autre animal, Art Spiegelman choisit de la dessiner en souris,,.

### Personnages secondaires
Lucia Greenberg est la première petite amie de Vladek. Elle est issue d'une famille pauvre et se montre anxieuse et dépendante de Vladek. Lui, il ne veut pas aller plus loin avec elle et la quitte pour Anja. Jalouse, elle envoie une lettre à Anja, rapportant des calomnies sur Vladek (elle affirme qu'il a une très mauvaise réputation à Czestochowa, qu'il a eu beaucoup de petites amies et qu'il n'épouse Anja « que pour son argent ! »).
M. Ilzecki est un tailleur, client de Vladek. Bien qu'il soit juif, il lui est permis de confectionner des uniformes pour les officiers nazis ; il possède donc une relative immunité. Vladek et lui se recroisent pendant la guerre à Sosnowiec et font quelques affaires ensemble. Lors d'un déchaînement de violence des nazis contre les juifs, Ilzecki abrite Vladek dans son appartement, lui sauvant la vie. Il va même jusqu'à proposer à Vladek d'envoyer Richieu en lieu sûr, mais Anja rejette violemment cette proposition. Ilzecki ne survit pas à la guerre.
Mancie est internée à Auschwitz-Birkenau en même temps qu'Anja. Elle apparaît dans le chapitre Auschwitz (le temps s'envole). D'origine hongroise, Mancie est jolie et intelligente, selon Vladek, et elle a pour un amant un SS, ce qui lui vaut une relative protection. Elle se montre compatissante envers Anja et Vladek, leur servant de contact malgré les dangers qui entourent ce rôle. Vladek lui attribue le choix d’avoir protégé Anja pendant et après leur détention à Birkenau.

## Genèse de l'œuvre

### Art Spiegelman

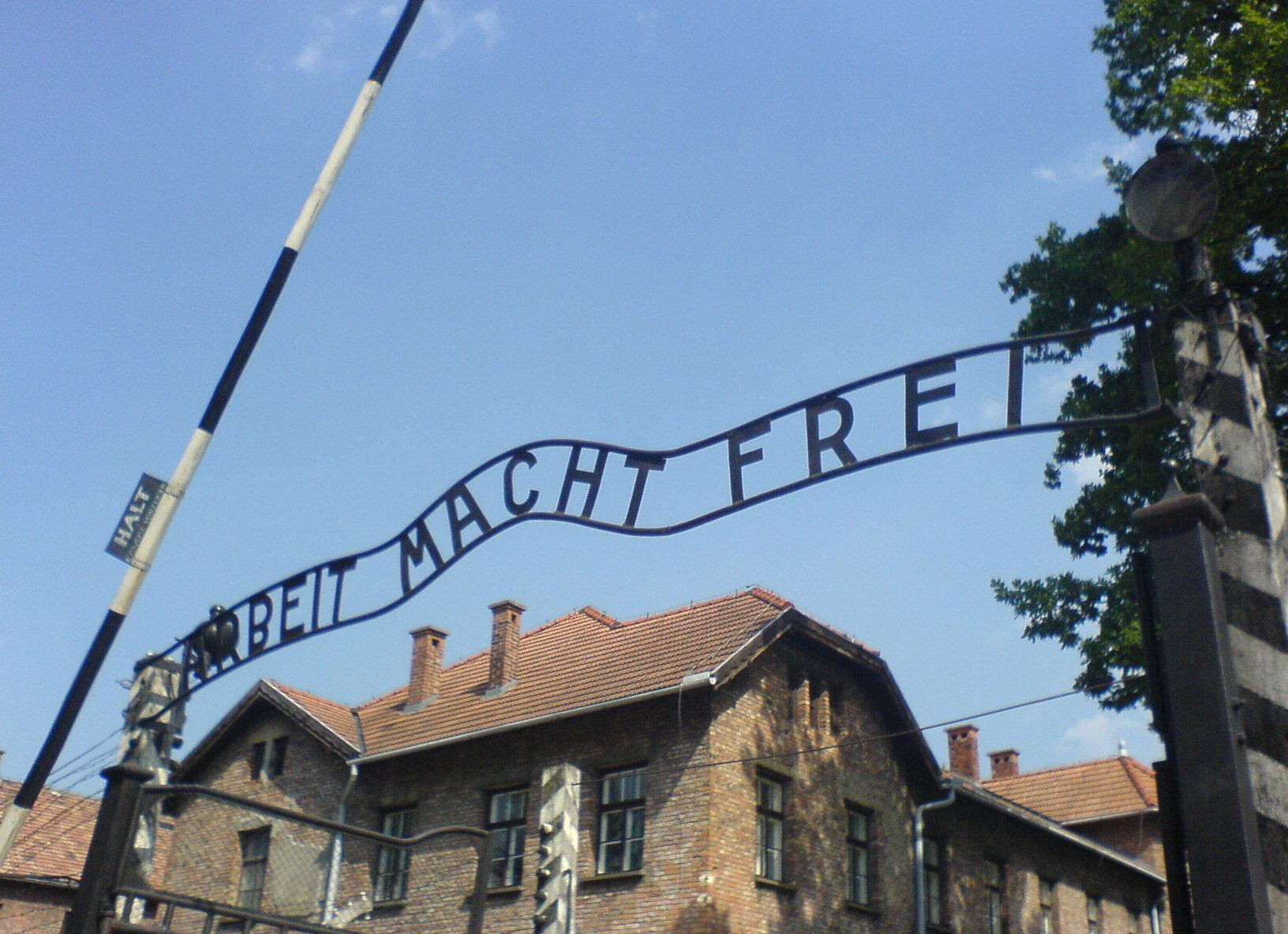
Dans le cadre de ses recherches, Art Spiegelman a visité Auschwitz en 1979.

Art Spiegelman est né le 15 février 1948 en Suède. Ses parents, Vladek et Anja Spiegelman, Juifs polonais, sont rescapés de la Shoah. Quatre ans avant la naissance d'Art, son frère Richieu meurt empoisonné par une tante pendant l'élimination du ghetto de Zawiercie. Vladek et Anja émigrent aux États-Unis en 1951. Anja a parfois parlé d'Auschwitz à son fils quand il était enfant, mais Vladek refusait d'aborder le sujet.
Dès sa jeunesse, Art Spiegelman s'intéresse aux comics et il entame sa carrière professionnelle à seize ans,. En 1968, une dépression nerveuse le conduit à passer un mois au Binghamton State Mental Hospital. Peu après sa sortie de l'hôpital, sa mère se suicide. Son père n'apprécie pas qu'il adhère au mouvement hippie. Spiegelman raconte qu'après l'achat d'une voiture de la marque allemande Volkswagen, la relation avec son père, déjà tendue, atteint le point de rupture. C'est aussi à cette époque que Spiegelman lit des fanzines sur des artistes comme Frans Masereel, auteur de romans en images. Spiegelman reçoit l'influence de ces fanzines portant sur la transposition graphique du grand roman américain.
Spiegelman tient un rôle central dans le mouvement comix underground des années 1970, à la fois comme auteur et comme rédacteur. En 1972, Justin Green produit l'œuvre partiellement autobiographique Binky Brown rencontre la Vierge Marie, qui incite d'autres auteurs underground à élaborer des travaux plus personnels et plus riches en informations. Cette même année, Green demande à Spiegelman de participer au numéro inaugural de sa revue, Funny Aminals (sic), par un récit de trois pages. Spiegelman, qui comptait écrire sur le racisme, songe d'abord à se concentrer sur les Afro-Américains : les membres du Ku Klux Klan, sous l'apparence de chats, traquent les Afro-Américains représentés en souris. L'auteur choisit finalement d'évoquer la Shoah en dessinant des chats nazis persécutant des souris juives, dans une narration de quatre pages, sous le titre Maus. L'intrigue est narrée par une souris appelée « Mickey ». Son travail achevé, il rend visite à son père pour le lui montrer, car l'histoire s'inspire en partie d'une anecdote sur l'expérience de Vladek à Auschwitz. En réaction, Vladek relate d'autres épisodes de cette période. Art, sa curiosité aiguisée, enregistre une série d'entrevues avec son père pendant quatre jours ; ces récits vont devenir la trame du Maus développé. Par la suite, l'auteur mène un vaste travail de recherche, consultant les déclarations des survivants et s'entretenant avec des amis et des proches rescapés. La documentation sur Sosnowiec provient d'une série de pamphlets polonais publiés après-guerre, qui détaillent les conditions de vie des Juifs dans chaque région.
En 1973, Art Spiegelman présente, pour Short Order Comix no 1, l'histoire du suicide de sa mère : il s'agit de Prisonnier sur la Planète Enfer (Prisoner on the Hell Planet). Cette même année, il publie un livre de citations pornographiques et psychédéliques dédié à Anja Spiegelman. Par la suite, Art Spiegelman acquiert la notoriété par des comics courts et avant-gardistes. En 1975, il déménage de San Francisco vers New York, ce qu'il n'annonce à son père qu'en 1977. C'est alors qu'il décide de travailler sur un « roman graphique très long ». En 1978, il réalise de nouveaux enregistrements des souvenirs de son père et en 1979, il visite Auschwitz. En 1980, avec sa femme Françoise Mouly, Art Spiegelman lance RAW, revue de graphisme et de bande dessinée. C'est par cette publication que Maus, sous forme de série, est diffusé auprès du public.

### L'industrie des comic books à l'époque deMaus
Dans les années 1940-1950, les comic books américains représentent un vaste secteur économique offrant une gamme étendue de thèmes. À la fin des années 1970, ce secteur s'essoufle. Lorsque la série Maus est diffusée, deux principaux éditeurs (les « Big Two ») dominent le marché : Marvel et DC Comics, qui s'appuient principalement sur le modèle des super-héros. Le mouvement comix underground, qui avait prospéré entre la fin des années 1960 et le début des années 1970, semble alors à l'agonie. Le public perçoit les comics comme des rêveries de puissance pour adolescents et non comme un mode d'expression artistique et littéraire pour adultes,. À cette époque, les débats portent sur le genre des comics, bien plus que sur leur rôle de média,,.
L'expression « roman graphique » (graphic novel) se diffuse à l'époque où Maus devient célèbre. En 1978, Un pacte avec Dieu, de Will Eisner, popularise l'expression, bien que les origines de ce format remontent au début des années 1970. Elle remplit alors une double fonction : d'une part, elle dissimule la valeur culturelle médiocre que les locuteurs anglophones attribuent à ces créations ; d'autre part, elle permet de qualifier les livres de bande dessinée, par opposition aux comic books, revues périodiques de récits brefs.

## Publication

### Histoire

#### Publication originale

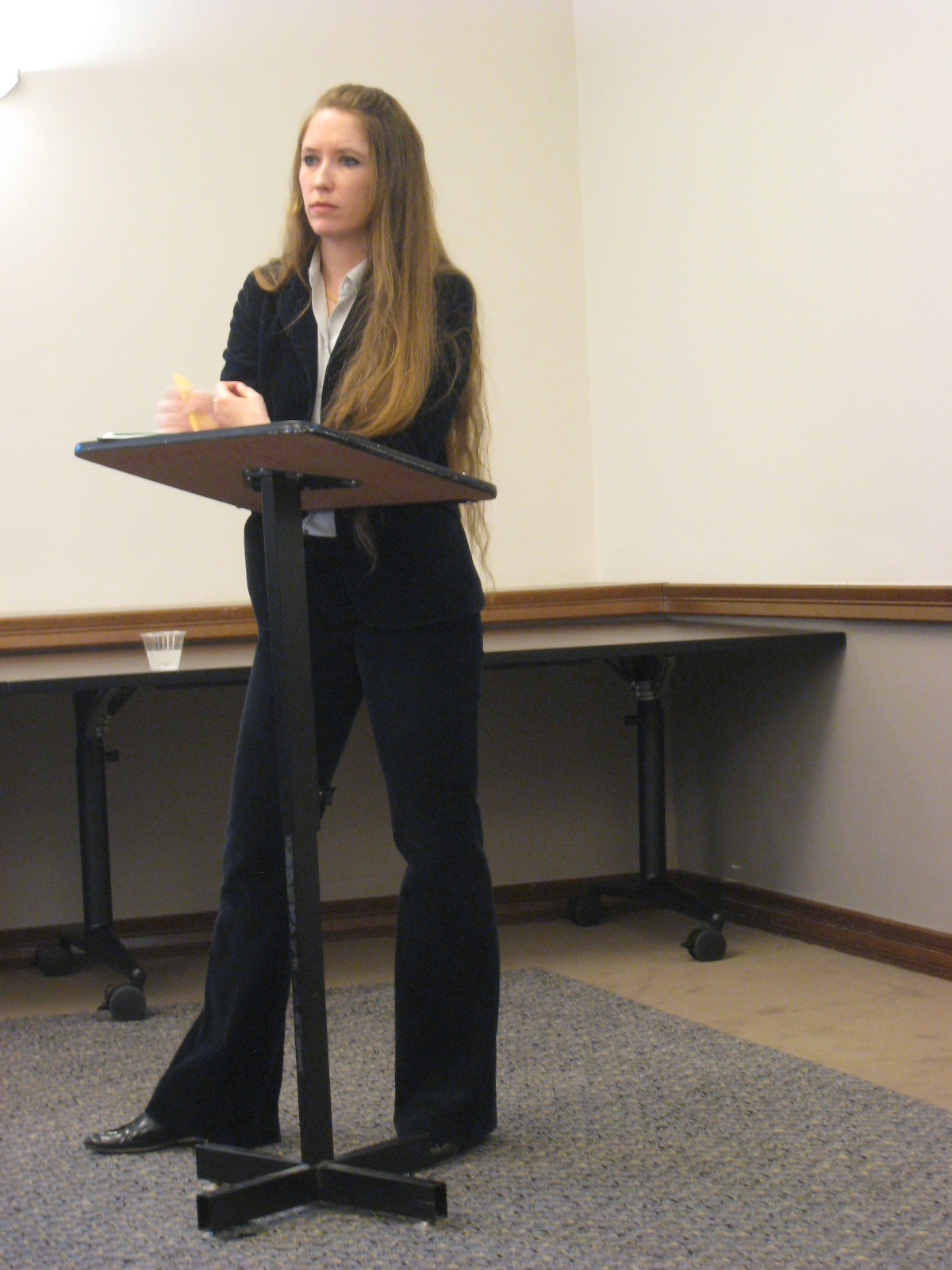
Hillary Chute, universitaire spécialiste des narrations graphiques, a participé à la rédaction de MetaMaus.

En décembre 1980 paraît la première séquence de Maus, sous la forme d'un bref encart dans le no 2 de RAW. Chaque numéro suivant de la revue présente un chapitre du récit, jusqu'à l'arrêt du magazine en 1991. L'ensemble de l'œuvre est parue dans cette revue, à l'exception du dernier chapitre.
Art Spiegelman peine à trouver une maison d'édition qui accepte de publier Maus en format livre. En août 1986, des critiques très élogieuses du New York Times décident Pantheon Books à proposer un volume avec les six premiers chapitres, : Maus - un survivant raconte et en sous-titre Mon père saigne l'histoire. Cette parution précède de trois mois la projection de Fievel et le Nouveau Monde (An American Tail) des studios Amblin Entertainment de Steven Spielberg. Art Spiegelman, qui estime que ce film s'inspire de Maus, est soulagé car il espère que cette date de publication évitera les comparaisons,.
Un vaste public s'intéresse à Maus, ce qui tient en partie à sa distribution dans les librairies généralistes, au lieu du réseau des librairies spécialisées en comics. Les critiques d'art rattachent l'œuvre à plusieurs genres et les libraires hésitent sur la catégorie dans laquelle la classer (voir la section accueil critique et postérité).
Pantheon plaide en faveur de l'expression « roman graphique », ce qui inspire d'abord des réticences à Art Spiegelman ; en effet, beaucoup de comics longs relèvent de cette catégorie, quelle que soit leur qualité narrative. D'après lui, ce terme se réfère à la forme du récit, sans égard à son contenu. Par la suite, il accepte cette classification. Au début des années 2000, avec l'éditeur Chris Oliveros de Drawn and Quarterly, il mène une campagne réussie auprès de Book Industry Study Group pour que le genre « romans graphiques » trouve sa place dans les librairies,.
En 1991, Pantheon rassemble les cinq derniers chapitres dans un second volume : Et c'est là que mes ennuis ont commencé. Plus tard, Pantheon propose des éditions intégrales en un ou deux tomes. En 1994, Voyager Company sort un CD-ROM intitulé The Complete Maus, qui inclut le livre, la transcription des enregistrements avec Vladek, des entretiens filmés, des esquisses et d'autres ressources documentaires. Ce CD-ROM fonctionnait avec HyperCard, une application exclusive de Macintosh, devenue obsolète depuis. En 2011, Pantheon Books publie MetaMaus. L'ouvrage présente des références plus étoffées, notamment une séquence filmée de Vladek. L'élément central du livre est un entretien d'Art Spiegelman avec Hillary Chute. La documentation comporte aussi des entretiens avec la famille d'Art Spiegelman — son épouse Françoise Mouly et leurs enfants, Nadja et Dashiell — ainsi que des croquis, des photos, des généalogies et des illustrations. Dans cette version se trouvent aussi un DVD d'archives vidéo, audio, photo et une version interactive de Maus. En 2022, Hillary Chute publie Le Monde de Maus (Maus Now : Selected Writing), un ensemble de textes au sujet de Maus.
Art Spiegelman a dédié Maus à son frère, Richieu, ainsi qu'à ses propres enfants,. L'épigraphe du récit est une citation d'Adolf Hitler : « Les Juifs sont sans conteste une race, mais ils ne sont pas humains,,. »

#### Publication et accueil à l'international

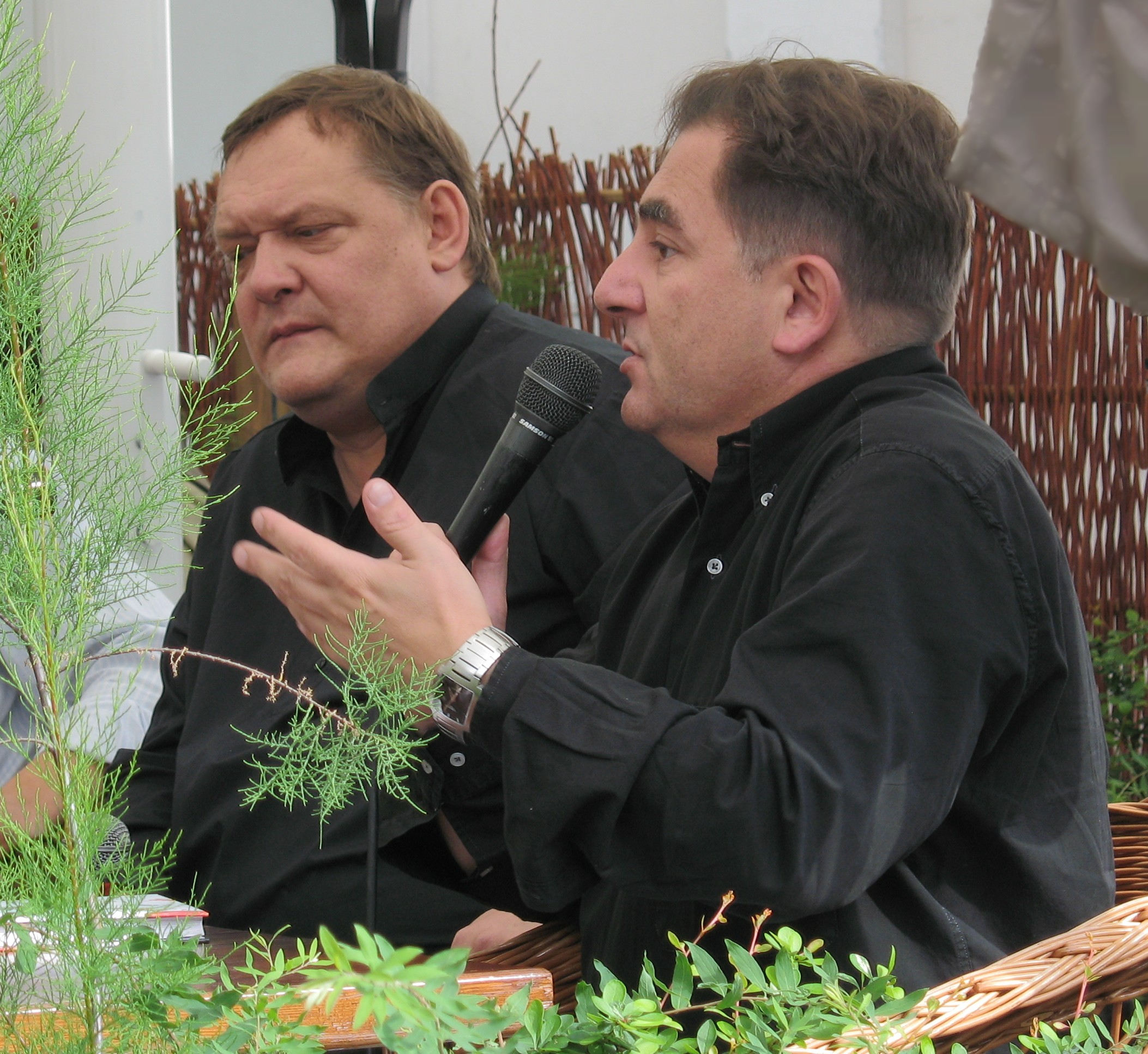
Piotr Bikont (à gauche), journaliste, a ouvert une maison d'édition en 2001 pour publier Maus en Pologne malgré le tollé.

En 1986, Penguin Books achète les droits pour distribuer le volume initial dans le Commonwealth. Art Spiegelman, par solidarité avec le Congrès national africain qui mène un boycott culturel en protestation contre l'apartheid, refuse de « négocier avec le fascisme »: il ne cède pas les droits pour son œuvre en Afrique du Sud.
En 2011, des éditions de Maus existent dans environ trente langues. Art Spiegelman porte un intérêt particulier à trois versions : le français, car sa femme est française et il voue un grand respect au raffinement de la bande dessinée franco-belge ; l'allemand, à cause du thème du récit ; et enfin le polonais. En effet, la majeure partie du récit se déroule en Pologne, ses parents y sont nés et lui-même parle polonais comme langue maternelle,.
En Allemagne, les maisons d'édition ont dû convaincre le ministre de la culture qu'il fallait absolument conserver la couverture d'origine : en effet, celle-ci comporte la swastika ; or, la loi interdit l'affichage de symboles nazis. L'accueil est favorable : Maus est devenu un classique, étudié à l'école.
La version polonaise s'est heurtée à des écueils. Dès 1987, quand Art Spiegelman programme un voyage d'études en Pologne, l'agent consulaire chargé de viser son passeport l'interroge sur la représentation des gens en cochons, soulignant la gravité de l'affront. Les maisons d'édition et les critiques d'art refusent de se charger de Maus, de peur d'un tollé et d'un boycott,. En 2001, Piotr Bikont, journaliste à Gazeta Wyborcza, fonde une maison d'édition pour publier Maus. Des manifestants viennent protester et brûlent le livre devant le siège. En retour, Bikont, arborant un masque de cochon, les salue depuis sa fenêtre.
Pour la version en hébreu, certaines cases ont été retouchées. Se fiant aux souvenirs de Vladek, Art Spiegelman a dépeint un personnage mineur comme membre de la police juive, instaurée par les nazis. Un descendant israélien a manifesté son opposition, menaçant l'auteur d'un procès en diffamation. Spiegelman modifie le personnage, remplaçant le chapeau de policier par un fédora, mais il insère une note pour s'élever contre cette « intrusion »,. En 1990, la maison d'édition Zmora Bitan publie le premier volume, qui reçoit alors des commentaires froids, voire négatifs. L'éditeur ne sort pas la seconde partie. Une autre maison israélienne a racheté l'œuvre entière, sous une nouvelle traduction du poète Yehuda Vizan, qui transpose le style maladroit de Vladek — ce que Zmora Bitan s'était refusée à faire.
Au Japon, Maus paraît en format magazine ; seul ce pays a reçu l'autorisation de publier l'œuvre dans une taille différente de l'original. La traduction vers l'arabe, envisagée depuis longtemps, ne s'est pas encore concrétisée. En Russie, une loi de décembre 2014 interdit l'affichage de propagande nazie ; or, la couverture de Maus comporte une croix gammée. Le livre est retiré des librairies avant le Jour de la Victoire.
L'éditeur de Maus, MetaMaus et Le Monde de Maus en France est Flammarion.

### Éditions

#### En langue originale (anglais américain)
- (en-US) Maus, I. A Survivor's Tale : My Father Bleeds History, Pantheon Books, 1986, 159 p. (ISBN 978-0-394-74723-1).
- (en-US) Maus, II. A Survivor's Tale : And Here my Troubles Began, Pantheon Books, 1992, 135 p. (ISBN 978-0-679-72977-8).
- (en-US) Maus - A Survivor's Tale : The Complete Maus, New York, Pantheon Books, 1996, 295 p. (ISBN 978-0-679-40641-9).
- (en-US) MetaMaus, A Look Inside a Modern Classic, Maus, New York, Pantheon Books / Random House, 2011, 299 p. (ISBN 978-0-375-42394-9).
- (en-US) Maus Now: Selected Writings, New York, Penguin Random House, 2022, 432 p. (ISBN 978-0-241-50905-0).

#### En français
- Maus - Un survivant raconte :
  - Maus (trad. Judith Ertel), t. 1 : Mon père saigne l'histoire, Paris, Flammarion, janvier 1987, 159 p. (ISBN 2-08-066029-2).
  - Maus (trad. Judith Ertel), t. 2 : Et c'est là que mes ennuis ont commencé, Paris, Flammarion, octobre 1992, 135 p. (ISBN 2-08-066618-5).
- Maus : l'intégrale (trad. de l'anglais par Judith Ertel), Paris, Flammarion, janvier 1998, 295 p. (ISBN 2-08-067534-6).
- MetaMaus, un nouveau regard sur Maus, un classique des temps modernes (trad. Nicolas Richard), Flammarion, janvier 2012, 299 p. (ISBN 978-2-08-068967-2 et 2-08-068967-3)  — Genèse et explications sur Maus (contient un DVD).
- Le Monde de Maus, Paris, Flammarion, 2022, 432 p. (ISBN 978-2-080-23975-4)  — Textes rassemblés et présentés par Hillary Chute, illustrations par Art Spiegelman.

## Analyse du style

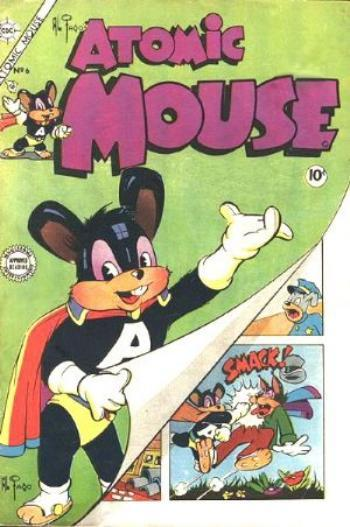
Le recours de Spiegelman au zoomorphisme, tel qu'il est présenté sur cette couverture, va à l'encontre des attentes du lectorat.

Fonder un récit sur le thème de la Shoah est considéré comme un choix audacieux, et plus encore au format comics. En effet, le lectorat anglophone de 1986 tient ces publications en faible estime, ce qui a déprécié la valeur du travail d'Art Spiegelman. Le recours au zoomorphisme aggrave cet effet, car il rend les personnages méconnaissables.
Le zoomorphisme est un procédé courant dans les comics. Traditionnellement, le lectorat l'a associé aux ouvrages pour la jeunesse. Toutefois, le mouvement underground de l'époque utilise ce style graphique dans des récits pour lectorat adulte – par exemple Fritz le chat de Robert Crumb, qui pour le critique professionnel Joseph Witek « montre que le zoomorphisme avait le potentiel pour aboutir au réalisme narratif paradoxal » tel qu'on le trouve dans Maus.
La trame narrative de Maus, qui se développe principalement sur le récit de la Shoah, décrit aussi la relation d'Art Spiegelman avec son père, par exemple les séquences d'enregistrement des souvenirs. Dans le tome I, le cinquième chapitre (Trou de souris) inclut Prisonnier sur la Planète Enfer, narration de quatre pages publiée en 1973 dans Short Order Comix, revue confidentielle de bande dessinée. L'auteur y raconte ses sentiments envers le suicide de sa mère et s'y dépeint sous l'uniforme d'un prisonnier des camps d'extermination. Cette histoire contraste avec le reste de l'œuvre par sa thématique, par l'aspect humain des personnages et par son style surréaliste, qui recourt aux codes du courant expressionniste allemand d'après les romans en gravures de Lynd Ward.
Spiegelman efface la distinction entre la narration et le monde réel. Ainsi, dans le chapitre Mauschwitz, le personnage d'Art Spiegelman explique à son épouse qu'il se sent dépassé par l'importance de Maus et qu'il traverse une crise de doute, puis il conclut : « Dans la réalité, tu ne m'aurais jamais laissé parler si longtemps sans m'interrompre ». Lorsqu'un prisonnier considéré comme Juif revendique sa nationalité allemande, Spiegelman met en scène son hésitation à dessiner ce personnage soit comme une souris, soit comme un chat. Tout au long du livre, l'auteur incorpore et souligne des détails banals du récit de son père, y compris sous un angle humoristique ou ironique ; ce procédé a pour effet d'ajouter une dimension de légèreté et d'humanité dans le récit et « permet de porter le poids d'évènements historiques insoutenables ».
Au début des entretiens avec Vladek, Spiegelman prend ses notes à la main, mais il ne tarde pas à employer un magnétophone, soit en face-à-face, soit par téléphone. Souvent, l'auteur résume les propos de son père ; il lui arrive aussi parfois d'allonger le dialogue ou de synthétiser plusieurs descriptions répétées en une seule.
En présentant le récit de Vladek de façon organisée, Spiegelman a craint d'en amoindrir le caractère authentique. Il opte finalement pour une narration linéaire, plus propice à la compréhension globale de l'œuvre. Il s'efforce de montrer que les séquences d'enregistrement et la mise en forme du livre font partie intégrante de Maus, afin de communiquer l'« impression d'un reportage qui s'inscrit dans une relation personnelle ».

### Représentations zoomorphiques des nationalités
Dans son œuvre, Art Spiegelman use du zoomorphisme pour représenter les différents groupes « nationaux » : les Juifs deviennent des souris, les Allemands des chats, les Américains des chiens, et les Polonais des porcs ; l'enfant né des amours d’un Juif polonais avec une Allemande non-juive de Hanovre est rendu par une souris au pelage marqué de rayures félines. Les souris font référence aux images de propagande nazies et au documentaire antisémite Le Juif éternel ; elles permettent également de traduire la haine antisémite des nazis par la métaphore chat-souris (l’image du prisonnier juif d’Allemagne rendue tantôt par une souris et tantôt par un chat permet à l’auteur de jouer sur ces représentations et ce qu’elles évoquent au lecteur) et les Américains deviennent des chiens car ils chassent les Allemands, tout comme les chiens chassent les chats. La représentation des Polonais par des porcs (inspirés du personnage Cochonnet, des Looney Tunes) a suscité de nombreuses réactions négatives parmi leurs descendants, qui se revendiquent comme victimes du nazisme au même titre que les Juifs ; Art Spiegelman a répondu s’appuyer sur les témoignages répétés de son père qui a vu des Polonais persécuter les Juifs. D’autres nationalités, moins présentes dans l’histoire de Vladek, sont symbolisées par des stéréotypes culturels : les Français, mangeurs de cuisses de grenouilles, sont des grenouilles et les Britanniques, amateurs de fish and chips, sont des poissons ; la voyante Rom est représentée par un bombyx disparate (gypsy moth en anglais), et les Suédois, auprès desquels la famille Spiegelman a trouvé refuge après-guerre (et y serait restée, aux dires de Vladek, sans l’insistance d’Anja pour retrouver aux États-Unis les seuls membres de sa famille ayant survécu), sont des élans car l’animal, plutôt sympathique, est originaire de ce pays.

### Choix artistiques
Le récit se fonde essentiellement sur le texte : il comporte peu de cases muettes. Il compte quelque 1 500 cases en noir et blanc. De forts contrastes président aux choix artistiques : de grandes zones noires et d'épaisses bordures noires se juxtaposent à des zones blanches et de larges marges blanches. La teinte grise est peu présente. Dans la narration au présent, les planches correspondent à une grille de huit cases. Lorsque le récit décrit le passé, Spiegelman s'affranchit à maintes reprises de ce schéma.
Deux œuvres précédentes, le premier Maus (1972) et Prisonnier sur la Planète Enfer (1973) offrent un style très détaillé et expressif. À l'origine, l'auteur a envisagé ce procédé pour la version longue de Maus. Toutefois, après quelques croquis, Spiegelman opte pour un trait épuré, proche de ses esquisses au crayon, car il le trouve plus intuitif et plus direct. Le dessin des personnages est minimaliste : un corps d'humain surmonté d'une tête d'animal où les yeux correspondent à des points, tandis que les bouches et les sourcils sont de simples traits. Spiegelman a voulu prendre ses distances avec l'effet des personnages dans le premier Maus, où la silhouette massive des chats nazis contraste avec celle des souris juives ; d'après l'auteur, cette approche « dicte au lecteur ce qu'il faut ressentir et penser ». Dans le Maus développé, Spiegelman préfère que le lecteur forme sa propre opinion. C'est pourquoi les chats nazis, dont la taille est similaire aux souris juives, n'affichent pas d'expression faciale les désignant d'emblée comme les méchants de l'histoire. Les différences entre Prisonnier sur la Planète Enfer et Maus illustrent l'efficacité d'un style plus sobre : Prisonnier inspire l'effroi, alors que Maus, plus accessible, invite à la réflexion et à la compréhension.
En outre, Spiegelman a souhaité restituer par ce style l'effet d'un journal personnel : il a employé du papier ordinaire, un stylo-plume et un ruban correcteur blanc pour machine à écrire. Les dessins originaux et publiés sont à une échelle identique, au contraire d'autres œuvres, dessinées d'abord en grand format puis publiées en version réduite pour en dissimuler les imperfections.

### Influences
Spiegelman a rédigé des articles incitant à une connaissance plus approfondie de l'histoire des comics. Dans sa jeunesse, il a reçu les influences d'Harvey Kurtzman, Will Eisner et Master Race (1955) de Bernard Krigstein. Bien que Spiegelman se réfère aux premières œuvres d'Eisner, il affirme que Maus ne doit rien au roman graphique Un pacte avec Dieu. En revanche, il s'inspire directement de Little Orphan Annie (1924) d'Harold Gray, dont il admire le travail, car la narration se fonde sur une écriture de qualité au lieu de s'appuyer sur les illustrations. Spiegelman cite aussi l'influence essentielle de Binky Brown rencontre la Vierge Marie (1972) de Justin Green, qui l'a décidé à incorporer des éléments autobiographiques dans son travail ; Spiegelman précise que « sans Binky Brown, Maus n'aurait jamais vu le jour ». En termes d'influence graphique, il indique notamment Frans Masereel, qui emploie le procédé xylographique pour ses narrations en images, comme dans Mon livre d'heures (1919).

## Thématiques de l'œuvre

### Présentation générale

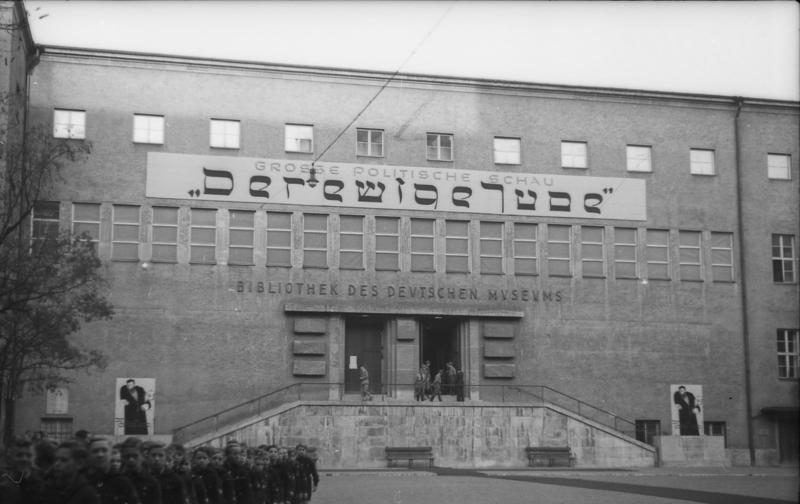
Munich, 1937 : l'exposition Le Juif éternel présente des caricatures antisémites.

L'iconographie nazie est aisément reconnue dans Maus. En effet, Spiegelman s'approprie les éléments graphiques du parti à des fins critiques. Par l’emploi à la fois mimétique et métaphorique des éléments de ce système de signes, Maus illustre la façon dont la menace nazie envahissait toute la réalité de l'époque de la Seconde Guerre mondiale dans les pays concernés, mais aussi l’impact psychologique de cet évènement historique dans la vie des survivants après la fin de la guerre, ainsi que dans celle des enfants de ces survivants.
À l'instar des critiques de Maus, Spiegelman estime que « la réalité est bien trop complexe pour une BD… Il faut tellement simplifier ou déformer », d'où certaines approximations dans le récit. L'auteur adopte une approche postmoderne. En effet, Maus « se nourrit de sa propre histoire », car la narration met en scène la genèse de l'œuvre, c'est-à-dire les choix éditoriaux et artistiques de Spiegelman pour transcrire les souvenirs de son père. Par exemple, lorsque son épouse française se convertit au judaïsme, le personnage d'Art Spiegelman hésite à la représenter sous les traits d'une grenouille, d'une souris ou d'un autre animal,.
Dans le récit, les humains sont représentés avec la tête et la queue de plusieurs espèces animales : les Juifs en souris, les Allemands en chats, les Polonais en cochons, etc. Art Spiegelman s'est inspiré de films de propagande nazie, où les Juifs sont assimilés à une espèce nuisible. Cependant, sa première rencontre marquante avec ce type de métaphore remonte à la présentation par Ken Jacobs de minstrel shows et d'anciens films américains, où abondent les caricatures ethniques. Dans la propagande nazie, les souris symbolisaient les Juifs, image reprise dans Maus. La préface du second volume cite un journal allemand des années 1930 : « Mickey Mouse est l'idéal le plus lamentable qui ait jamais vu le jour… De saines intuitions incitent tous les jeunes gens indépendants et toute la jeunesse respectable à penser que cette vermine dégoûtante et couverte de saletés, le plus grand porteur de bactéries du règne animal, ne peut être le type animal idéal… Finissons-en avec la tyrannie que les Juifs exercent sur le peuple ! À bas Mickey Mouse ! Portez la croix gammée ! ».
Quand les personnages juifs tentent de se faire passer pour Polonais, ils portent des masques de cochons, dont les attaches sont visibles. Cette illusion était plus convaincante chez Vladek que chez Anja : « on devinait plus facilement qu'elle était juive », dit Vladek. C'est pourquoi Anja est dessinée avec une queue de souris dépassant de son déguisement,.
Ce recours littéral aux stéréotypes ayant conduit à la « Solution finale » entraîne le risque d'alimenter les clichés racistes,,, mais Art Spiegelman s'en sert pour rendre anonymes ses personnages. D'après Andrea Liss, historienne de l'art, l'effet paradoxal de cette représentation est l'identification du lecteur aux personnages en tant qu'êtres humains ; le dessin ne permet pas de relever des caractéristiques morphologiques, tout en montrant l'omniprésence des classifications racistes.
Dans Maus, tous les personnages d'un même groupe ethnique se ressemblent. Art Spiegelman entend ainsi démontrer l'absurdité de cette catégorisation : « ces métaphores… portent en elles leur propre destruction » et elles « révèlent l'inanité des idéologies racistes ». Dans son analyse, Amy Hungerford, spécialiste de littérature anglaise à l'université Yale, souligne les incohérences dans ce système zoomorphique. En effet, l'aspect des personnages renvoie à leur rôle bien plus qu'à leur ethnie. Même si ses parents ne sont pas juifs, Françoise Mouly est une souris, car son identité s'apparente à celle de son conjoint, qui lui-même s'identifie aux victimes de la Shoah. Art Spiegelman, interrogé sur l'hypothétique représentation des juifs israéliens, a proposé les porcs-épics. Lorsqu'il consulte son psychiatre, les deux personnages, humains, portent des masques de souris. Au fil de l'œuvre, le style de cette métaphore zoomorphique évolue : dans la publication originale du premier volume, Art Spiegelman se dépeint sous l'apparence d'une souris. En revanche, dans le second tome, son autoportrait le montre comme un homme portant un masque de souris. Dans Maus, les personnages sont dépeints comme souris et chats uniquement dans leur relation proie / prédateur. Hormis leur aspect, ils se comportent à tous égards comme des humains ordinaires. Cette métaphore zoomorphique devient plus complexe encore lorsque sont représentés de véritables animaux : Anja a peur des souris (ce qui ne manque pas d'ironie) ; des chiens et des chats de compagnie apparaissent ; les nazis emploient des chiens d'attaque.

### Mémoire
Selon Marianne Hirsch, la vie d'Art Spiegelman est hantée par des souvenirs qui ne sont pas les siens. Maus n'est pas seulement un travail de mémoire, mais aussi de « post-mémoire », concept qu'elle a élaboré après avoir lu le livre. L'œuvre décrit les relations difficiles entre les survivants de la Shoah et leurs enfants. Alors que les enfants n'ont pas vécu l'expérience de la Shoah, ils grandissent avec les souvenirs de leurs parents, avant même que ceux-ci les leur aient transmis. La proximité entre les survivants et leurs enfants crée une profonde connexion personnelle : les enfants héritent des souvenirs de leurs ascendants,.
Art Spiegelman a retranscrit l'histoire de son père dans l'ordre chronologique afin qu'elle reste cohérente,,. Dans la narration, les souvenirs de sa mère Anja brillent par leur absence, en raison de son suicide et de la destruction de son journal intime par Vladek. Marianne Hirsch voit alors dans Maus un moyen de reconstituer également la mémoire d'Anja. Vladek entretient le souvenir d'Anja en conservant des photos d'elle sur son bureau (« comme un sanctuaire », selon Mala). C'est donc le seul souvenir matériel d'Anja dont dispose l'auteur.

### Culpabilité
Spiegelman exprime à maintes reprises un sentiment de culpabilité. Comme beaucoup d'enfants de survivants, il s'en veut d'avoir une meilleure vie que ses parents. L'angoisse le tenaille à cause du décès de son frère, Richieu, victime de la Shoah : Art Spiegelman a l'impression qu'il ne pourra jamais le surpasser et il semble développer un complexe d'infériorité vis-à-vis de lui ; il le considère comme un « rival ».
Dans le huitième chapitre, élaboré après le succès inattendu du premier volume, Spiegelman se dépeint sous les traits d'un humain portant un masque de souris, accablé de remords au sommet d'une montagne de cadavres : les six millions de victimes juives de la Shoah. C'est sur elles que repose le succès de Maus. Dans les pages suivantes, Paul Pavel, psychiatre d'Art Spiegelman, analyse la culpabilité qu'éprouvait Vladek, car il a survécu au décès de son premier fils et l'a surmonté. Pavel explique qu'Art Spiegelman, à son tour, se reproche d'avoir brossé un portrait peu flatteur de son père. Par ailleurs, comme Art Spiegelman n'a pas subi la Shoah, il rencontre des difficultés à saisir et à visualiser cet « univers particulier ». Par conséquent, il ressent des scrupules à le décrire,.

### Racisme

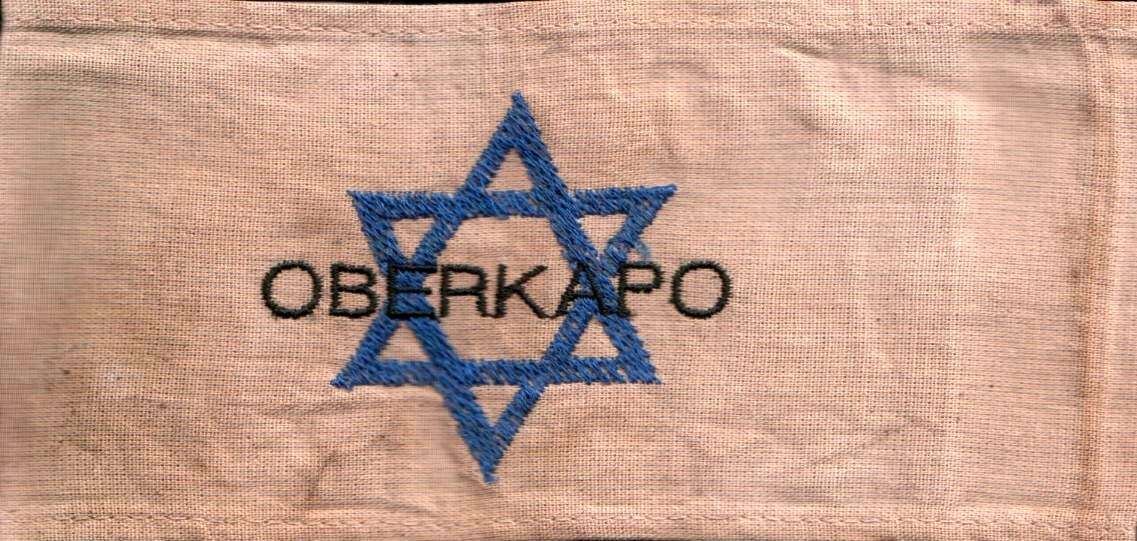
Brassard d'un Oberkapo (kapo en chef). Les Kapos, prisonniers chargés de l'encadrement par les nazis, sont dépeints comme des Polonais antisémites.

Spiegelman parodie l'idéologie nazie sur les ethnies. Le racisme de Vladek apparaît, à son tour, quand il s'énerve parce que Françoise prend en charge un auto-stoppeur Afro-Américain, qu'il appelle un schwartser (terme d'origine allemande ou yiddish). Quand elle s'indigne de son comportement, d'autant plus absurde qu'il a subi l'antisémitisme, il répond : « Il y a même pas de comparaison entre les schwartse et les Juifs ! ».
Au fil du récit, Spiegelman déconstruit peu à peu les identifications à l'intérieur de son univers animalier, en particulier dans le second volume : il montre des comportements individuels qui ne doivent rien à de prétendus traits raciaux.
Par le dessin, les Allemands se différencient très peu les uns des autres, mais le récit montre de nombreuses nuances parmi les Polonais et les Juifs, qui sont les personnages les plus fréquents. Parfois, les Juifs et les conseils juifs obéissent à l'occupant : certains livrent des Juifs aux nazis, d'autres deviennent des auxiliaires de police au service des nazis.
À de nombreuses reprises, Spiegelman illustre des Polonais qui secourent des Juifs malgré les dangers. En même temps, il laisse entendre que l'antisémitisme était très répandu à l'époque parmi les Polonais. Les kapos qui dirigent les camps sont Polonais ; Vladek et Anja sont capturés d'après les indications de passeurs polonais. À la Libération, le couple entend des histoires de Polonais qui repoussent toujours les Juifs, voire les tuent.

### Déshumanisation
Dans L'humanité écorchée: Humanité et infrahumanisation, Jacques-Philippe Leyens déclare qu'il est courant d'analyser les génocides et les massacres de masse sous l'angle de la « déshumanisation » des victimes, voire de leur « animalisation ». Toutefois, il défend la thèse que cet effet s'applique aussi aux tortionnaires, car leurs actes sont dépourvus de moralité. À l'appui de cette notion, l'auteur cite Maus ainsi que La bête est morte ! de Calvo, satire animalière où les nazis sont représentés par des loups persécutant d'autres espèces.
D'après une analyse publiée dans Bibliobs, la représentation en souris des Juifs dans Maus reprend un thème courant de la propagande nazie, à savoir l'assimilation des Juifs aux rats, afin de traduire « la déshumanisation inhérente au projet d'extermination ». Par ailleurs, ce choix stylistique joue sur un paradoxe : le chat, qui représente les nazis prédateurs des rats, tend à inspirer l'affection chez les lecteurs.

### Style d'expression
Dans Maus, le couple Spiegelman utilise plusieurs langues : polonais, allemand, anglais, yiddish.
La langue maternelle de Vladek, Anja et Art Spiegelman est le polonais. Dans le récit, Vladek s'exprime dans un anglais maladroit (broken English), qui contraste avec l'expression plus fluide de Paul Pavel (psychiatre d'Art Spiegelman et lui aussi immigré et rescapé de la Shoah). À plusieurs reprises, les compétences de Vladek en langues étrangères lui rendent service, par exemple quand il rencontre Anja. C'est par l'anglais qu'une amitié s'instaure avec un Français : après-guerre, leur correspondance se poursuit (en anglais). En s'installant aux États-Unis, Vladek adopte l'anglais comme langue habituelle. Lorsqu'il narre son expérience de la Shoah, d'abord aux soldats américains, puis à son fils, il n'utilise jamais sa langue maternelle. Les dialogues avec son fils illustrent ses difficultés d'expression en anglais. Dans un chapitre en fin de récit, Vladek évoque Dachau : « Et c'est là… que mes ennuis ont commencé » (« And here… my troubles began ») — à l'évidence, il affrontait de graves problèmes bien avant cette époque. Cette formulation, peu naturelle en anglais, est l'origine du sous-titre du volume II.
La version française, traduite par Judith Ertel, restitue cet effet stylistique.
Le mot allemand Maus s'apparente à l'anglais mouse, qui signifie souris. Mais il évoque aussi le mot allemand mauscheln qui signifie « parler comme un juif », en référence au style des juifs d'Europe de l'Est quand ils parlaient allemand. L'étymologie de mauscheln ne dérive pas de Maus, mais plutôt indirectement de Moïse,,,.

## Accueil critique et postérité
Avant la publication de Maus, la communauté des auteurs de comics tient déjà en haute estime Art Spiegelman en tant que dessinateur et rédacteur de bandes dessinées. En 1986, le premier volume obtient une attention médiatique inattendue. Le livre reçoit des centaines de commentaires positifs et il joue un rôle-clé dans le renouveau de l'intérêt du public envers les comics. Avec Watchmen et The Dark Knight Returns en 1986-1987, Maus devient l'une des « Trois Grandes » (« Big Three ») œuvres influentes dans l'apparition du concept roman graphique et sa diffusion auprès du lectorat adulte,,,,. En effet, Maus joue un rôle essentiel dans la perception des comics auprès du public, à une époque où le lectorat anglophone y voit un genre réservé à la jeunesse et fortement marqué par les super-héros. Au début, les avis critiques sur Maus hésitent à rattacher les comics à la littérature,. Ainsi, lorsque The New York Times formule qu'« Art Spiegelman ne dessine pas de comics », il s'agit d'un compliment. Après avoir reçu le prix Pulitzer, l'ouvrage gagne en notoriété auprès des universitaires. En 1991-1992, le Museum of Modern Art organise une exposition sur la genèse de Maus,.
Les professionnels et les lecteurs ont hésité sur la catégorie dont relève Maus,: biographie, œuvre de fiction, autobiographie, témoignage historique,,, mémoires,. Spiegelman a demandé au New York Times de modifier la liste des best-sellers pour rattacher son livre au genre « non fictionnel » au lieu de « fictionnel ». Il déclare : « J'ai des sueurs froides à l'idée que David Duke pourrait ravaler au rang de fiction un travail de recherche approfondi, mené à partir des souvenirs de mon père à l'époque où Hitler dominait l'Europe et faisait construire les camps de la mort ». Un journaliste commente alors : « Allons chez Art Spiegelman, sonnons à sa porte et voyons si une souris géante nous ouvre ; si c'est le cas, nous classerons Maus parmi les ouvrages non fictionnels ! » En fin de compte, le journal accède à la demande d'Art Spiegelman,. Le jury du prix Pulitzer contourne le problème : en 1992, Maus reçoit le Special Award in Letters,.
Maus obtient un rang élevé dans les palmarès de bandes dessinées et de littérature. The Comics Journal classe le livre au quatrième rang des meilleurs ouvrages de bande dessinée du XXe siècle ; Wizard l'a hissé au sommet de sa liste des 100 meilleurs romans graphiques. Entertainment Weekly lui attribue la septième place dans la liste Classics: Books – The 100 best reads from 1983 to 2008. Time Magazine lui réserve la septième place des meilleurs livres non fictionnels publiés entre 1923 et 2005, ainsi que la quatrième place des meilleurs romans graphiques. D'autres avis favorables émanent d'auteurs contemporains, comme Jules Feiffer et l'écrivain Umberto Eco. À maintes reprises, Spiegelman a reçu des propositions pour adapter Maus à l'écran ; il les a toujours refusées.
En 2013, Maus est un sujet principal d'une exposition rétrospective à la Galerie d'art de Vancouver : CO-MIX: A Retrospective of Comics, Graphics and Scraps. L'exposition a été coproduite par la Galerie d'art de Vancouver, le musée Ludwig et le musée juif de New York,.
Les premiers épisodes de Maus dans RAW ont influencé Chris Ware dans sa jeunesse, l'incitant à « réaliser des comics au ton sérieux ». Par ailleurs, Maus représente une source d'inspiration primordiale pour Persepolis de Marjane Satrapi et pour Fun Home d'Alison Bechdel.
En 1999, The Village Voice publie un article du dessinateur Ted Rall, intitulé King Maus: Art Spiegelman Rules the World of Comix With Favors and Fear (« Le Roi Maus : Art Spiegelman règne sur le monde des comics par l'amour et la terreur »). L'auteur critique l'influence prédominante de Maus dans la communauté des auteurs de bande dessinée à New York. Ted Rall accuse le jury du prix Pulitzer d'avoir récompensé Maus par opportunisme, alors que le livre ne mérite pas cet honneur. En réplique, Danny Hellman, un autre auteur de bandes dessinées, élabore un faux courriel sous l'identité de Ted Rall, proposant de prendre contact via l'adresse TedRallsBalls@onelist.com (les-couilles-de-Ted-Rall@onelist.com). À partir de cette adresse, Hellman orchestre un canular consistant à publier des réponses fictives de rédacteurs et directeurs artistiques du New York Magazine. Rall entame alors une procédure judiciaire, réclamant 1,5 million de dollars à titre de dommages-intérêts pour diffamation, atteinte à la vie privée et détresse psychologique. Pour réunir les fonds nécessaires à ce procès, Hellman publie en 2001 une anthologie des Procédures judiciaires dans les Comics ; dans le quatrième de couverture de ce volume figure l'opinion d'Art Spiegelman, où il dépeint Rall comme un urinoir,.

### En France

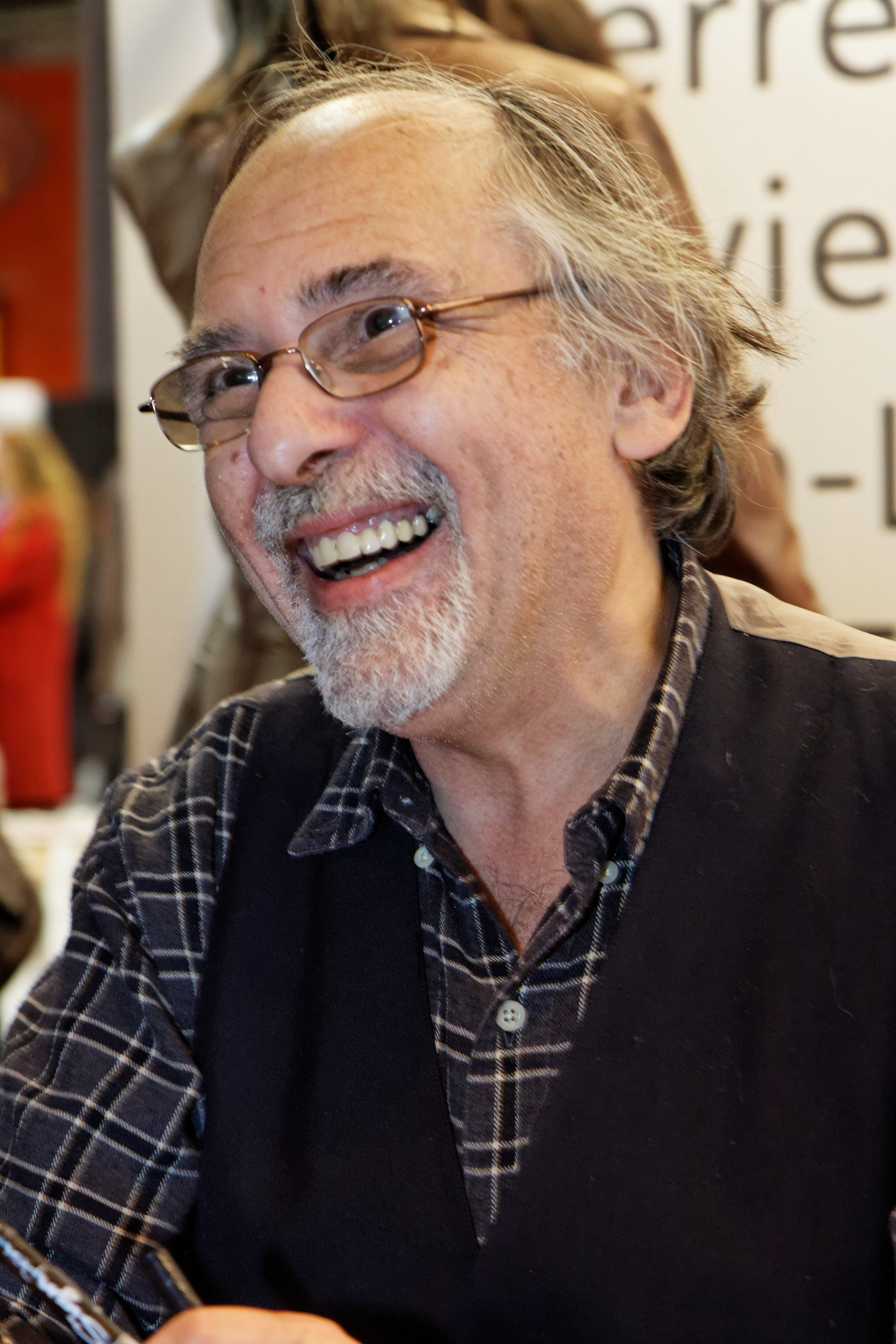
Art Spiegelman au Salon Livre Paris en 2012.

Maus reçoit plusieurs récompenses : le Festival international de la bande dessinée d'Angoulême décerne le prix du meilleur album étranger à Maus I : Mon père saigne l'histoire en 1988, puis le même prix à Maus II : Et c'est là que mes ennuis ont commencé en 1993. En 2011, Art Spiegelman préside le jury du Festival et reçoit le Grand Prix,.
La presse se fait l'écho de l'intérêt porté à Maus dans des publications d'envergure nationale, comme Le Monde, qui lui consacre plusieurs articles, ainsi que d'autres parutions : Les Inrockuptibles, Le Point, Ça m'intéresse. L'album obtient en 2012 le 2e rang dans le classement des 50 BD essentielles établi par le magazine Lire.
Par ailleurs, la chaîne Arte lui consacre un documentaire en 2009 : Art Spiegelman, traits de mémoire.
Le Centre Georges Pompidou propose en mars-mai 2012 une rétrospective « Art Spiegelman : CO-MIX - une rétrospective de bandes dessinées, graphisme et débris divers »,,. En janvier 2017, le mémorial de la Shoah organise l'exposition Shoah et bande dessinée où figure, entre autres, le travail d'Art Spiegelman,.
Ce roman graphique a reçu globalement d'excellentes critiques :
- 4,63 sur 5 chez Babelio[205]
- 4,6 sur 5 chez BD Gest'[206]
- 8,5 sur 10 chez SensCritique[207]

### Travaux universitaires surMaus
Maints travaux universitaires se sont développés autour de Maus et nombreux sont les centres d'enseignement qui l'emploient comme ressource documentaire dans plusieurs domaines : histoire, psychologie des familles dysfonctionnelles, arts du langage et études sociales. La quantité de travaux universitaires consacrés à Maus est sans équivalent dans l'univers des comics. L'une des plus anciennes études émane de l'historien Joshua Brown en 1988 : Of Mice and Memories (Des souris et des souvenirs, Oral History Review), qui analyse les problèmes de Spiegelman pour mettre en scène l'histoire de son père. Marianne Hirsch a écrit un essai influent sur la post-mémoire : Family Pictures: Maus, Mourning, and Post-Memory ; par la suite, cet ouvrage s'est étoffé, devenant Family Frames: Photography, Narrative, and Postmemory. Maus a suscité l'intérêt d'universitaires n'ayant jamais étudié la bande dessinée et dont les travaux sont reconnus : Dominick LaCapra, Linda Hutcheon et Terrence Des Pres. Peu d'universitaires possèdent une bonne connaissance des comics, car la bande dessinée n'est pas un domaine traditionnel de recherche ; c'est pourquoi les analyses de Maus abordent l'œuvre sous l'angle de l'histoire de la Shoah, des procédés cinématographiques ou des styles littéraires. En 2003, Deborah Geis publie une compilation d'essais : Considering Maus: Approaches to Art Spiegelman's "Survivor's Tale" of the Holocaust. Dans la littérature de la Shoah, Maus tient une place importante et les recherches fondées sur ce livre ont abouti à des contributions notables sur le sujet.

### Critiques de l'œuvre

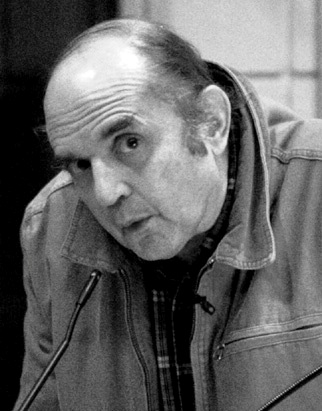
Harvey Pekar, auteur et critique de comics, désapprouve la métaphore zoomorphique et le portrait négatif de Vladek dans Maus.

D'après l'écrivain Arie Kaplan, certains rescapés de la Shoah apprécient peu que cette tragédie serve de trame à une bande dessinée. Certains critiques littéraires, comme Hillel Halkin, estiment que la métaphore zoomorphique « provoque une double déshumanisation », au sens où l'idéologie nazie voyait dans ces agissements atroces le conflit d'une espèce contre une espèce différente, au lieu d'y voir les crimes infligés par des humains à l'encontre de leurs semblables,. D'autres détracteurs de l'œuvre, comme Harvey Pekar, auteur et critique professionnel de comics, estiment que les dessins zoomorphiques risquent d'alimenter les stéréotypes,. Par ailleurs, Pekar manifeste un profond mépris quant au portrait excessivement négatif de Vladek, car il le trouve outrancier et hypocrite, alors que Maus est présenté comme objectif. R. C. Harvey, critique professionnel, trouve que le zoomorphisme dans Maus risque d'amoindrir la portée morale de l'œuvre et puise directement dans l'iconographie nazie en termes de représentations racistes.
Dans leurs commentaires, Peter Obst et Lawrence Weschler expriment leurs réticences quant à la représentation des Polonais sous l'apparence de cochons, ; en effet, le critique Marek Kohn y voit une injure raciste car dans la culture juive, les cochons sont non-cacher, autrement dit « impurs ». Or, en tant que Juif, Spiegelman le savait selon toute vraisemblance,. Obst et Pekar estiment que la description des Polonais n'est pas équilibrée dans Maus : certes, beaucoup de Polonais aident des Juifs, mais ils agissent souvent par intérêt,. À la fin des années 1990, un incident se produit pendant une conférence de Spiegelman à l'université McGill (Montréal) : un auditeur, furieux de la représentation des Polonais, vient interrompre la séance ; il profère des propos si injurieux qu'il est expulsé de la salle.
Walter Ben Michaels, critique littéraire, trouve que les frontières ethniques dans Maus contredisent la réalité. En effet, l'apparence des Européens correspond aux doctrines nazies sur les races ; en revanche, tous les Américains, quelle que soit leur origine, sont représentés en chiens, à l'exception des Juifs américains montrés comme des souris distinctes du reste de la population. Michaels estime que Spiegelman élude le problème, pourtant grave et récurrent, des discriminations ethniques dans l'histoire des États-Unis.
D'autres critiques professionnels, comme Bart Beaty, apprécient peu le caractère fataliste de l'œuvre.
Paul Buhle, enseignant-chercheur, déclare : « Bien des lecteurs estiment que Maus constitue la description la plus saisissante de la Shoah ; peut-être cela tient-il à l'exagération propre aux comics, qui permet d'illustrer la dimension irréaliste de cette expérience défiant la raison ». Michael Rothberg partage cet avis : « Maus ancre un récit non fictionnel dans un format indirect, « léger » et irréel, ce qui permet de restituer l'intensité extrême d'Auschwitz ».

### Retrait du programme des écoles du comté de McMinn
Le 10 janvier 2022, le conseil d'administration des écoles du comté de McMinn, à l'est du Tennessee, décide à l'unanimité de retirer Maus du programme de ses écoles, en réponse aux préoccupations concernant son utilisation pour des élèves de collège. Le conseil invoque comme raisons un « langage grossier » et des jurons « inutiles », un petit dessin d'une femme nue représentée en souris ou encore des mentions de meurtre, de violence et de suicide,,.
Le vote, qui avait eu lieu la veille de la Journée de commémoration de la Shoah, a attiré l'attention des médias aux États-Unis, en Europe, en Asie, en Afrique et en Israël,,,.
Spiegelman a qualifié la décision de déconcertante, « orwellienne » et d'une « cruelle myopie », ajoutant : « je ne peux pas croire que le mot damn fasse jeter le livre hors de l'école à lui tout seul ». Spiegelman a dit qu'il avait l'impression que les membres du conseil d'administration auraient souhaité  « un enseignement de la Shoah plein de gentillesse »,.
Après l'interdiction, le livre est devenu best-seller chez Amazon, alors qu'une semaine auparavant, il ne figurait pas dans le top 1 000, Le 30 janvier 2022, il était numéro 1 au classement général des livres,.

### Parodie
En janvier 2006, les auteurs israéliens Uri Fink et Gabriel Etinzon publient Histoire d'une région enragée, où l'histoire courte Hummaus parodie Maus.
En 2012, l'éditeur belge La Cinquième Couche publie le livre Katz, par un auteur anonyme ; dans cette version détournée de Maus, toutes les têtes des différentes espèces sont remplacées par des têtes de chats. Cette parodie reproduit chaque page et chaque ligne de la version française de Maus. Flammarion, éditeur de Spiegelman en France, a obtenu la destruction de tous les exemplaires en raison de la violation des droits d'auteur.

### Récompenses
| Année | Organisation                                            | Pays       | Prix                                                             | Résultat   |
| ----- | ------------------------------------------------------- | ---------- | ---------------------------------------------------------------- | ---------- |
| 1986  | National Book Critics Circle                            | États-Unis | National Book Critics Circle Award, catégorie : biographie       | Nomination |
| 1987  | Present Tense magazine American Jewish Committee        | États-Unis | Present Tense : Joel H. Cavior Book Award, catégorie : fiction   | Lauréat    |
| 1988  | Témoignage chrétien                                     | France     | Prix Résistance TC                                               | Lauréat    |
| 1988  | Festival international de la bande dessinée d'Angoulême | France     | Meilleur Album étranger (Maus I)                                 | Lauréat    |
| 1988  | Prix Urhunden                                           | Suède      | Album étranger                                                   | Lauréat    |
| 1990  | Prix Max et Moritz                                      | Allemagne  | Prix Spécial                                                     | Lauréat    |
| 1991  | National Book Critics Circle                            | États-Unis | National Book Critics Circle Award                               | Nomination |
| 1992  | Prix Pulitzer                                           | États-Unis | Prix Spéciaux et citations, catégorie : Special Award in Letters | Lauréat    |
| 1992  | Prix Eisner                                             | États-Unis | Best Comics-Related Book (MetaMaus)                              | Lauréat    |
| 1992  | Prix Harvey                                             | États-Unis | Meilleur album (Maus II)                                         | Lauréat    |
| 1992  | Los Angeles Times                                       | États-Unis | Meilleure fiction (Maus II)                                      | Lauréat    |
| 1993  | Festival international de la bande dessinée d'Angoulême | France     | Meilleur album étranger (Maus II)                                | Lauréat    |
| 1993  | Prix Urhunden                                           | Suède      | Album étranger (Maus II)                                         | Lauréat    |